# Refinaria do Lobito
A Refinaria do Lobito será uma refinaria da Sonangol a ser erguida na localidade do Lobito, em Angola, com capacidade prevista de processamento de 200 mil barris/dia.

## Planeamento e construção
Em 5 de novembro de 2008 a Sonangol assinou um contracto com a empresa estadunidense Kellogg, Brown and Root para um estudo de engenharia de pré-detalhamento para a refinaria, tendo, posteriormente, no dia 9 de dezembro do mesmo ano, celebrado com a mesma empresa um contrato de engenharia, gestão de compras e construção para a realização da obra, que acabou não indo adiante.
Entre 2021 e 2022 foi realizado um concurso público internacional para a construção, mas, devido a divergências financeiras com os candidatos, a negociação foi suspensa por trazer riscos enormes de prejuízos à economia angolana. O Estado angolano chegou a cogitar assumir a construção no caso do impasse não se resolver.
Em 21 de outubro de 2023 a Sonangol assinou com a empresa chinesa de engenharia China National Chemical Engineering (CNCEC) um contrato para construção da Refinaria do Lobito no valor de seis mil milhões de dólares. Representou o Governo de Angola o Ministro dos Recursos Minerais, Petróleo e Gás, que apontou que a Zâmbia e a República Democrática do Congo seriam os principais destinos das exportações da Refinaria.